# Герб комуни Менстерос
Герб комуни Менстерос (швед. Mönsterås kommunvapen) — символ шведської адміністративно-територіальної одиниці місцевого самоврядування комуни Менстерос. 

## Історія
Герб торговельного містечка (чепінга) Менстерос отримав королівське затвердження 1955 року. 
Після адміністративно-територіальної реформи, проведеної в Швеції на початку 1970-х років, муніципальні герби стали використовуватися лишень комунами. Цей герб був перебраний 1974 року для нової комуни Менстерос.
Герб комуни офіційно зареєстровано 1978 року.

## Опис (блазон)
У червоному полі срібне укорочене лускоподібне вістря, над ним — срібний мальтійський хрест.

## Зміст
Геральдичне вістря символізує пагорб, на якому розташовувалися ще від середньовіччя місцева церква і торговельна ринкова площа. Мальтійський хрест вказує на монастир Крунобек і лікарню, якими з 1480 року опікувався Мальтійський орден. 